# Розанова, Ольга Петровна
Ольга Петровна Розанова (1818 — не ранее конца 1850-х) — российская актриса

.

## Биография
Ольга Розанова родилась в 1818 году и в восемнадцатилетнем возрасте вступила в одну из провинциальных драматических трупп, где исполняла первые драматические роли. 
Вот что о ней писал в 1840 году критик в «Репертуаре русского театра»: 

«Розанова в роли Анеты („Его Превосходительство, или Средство нравиться“) была очень хороша. Она развязна, непринужденна; в роли Кеттли („Кеттли, или Возвращение в Швейцарию“) она также имела большой успех, а в роли Офелии („Гамлет“) обнаружила явное преимущество перед Московской артисткой Даниловой. В роли Параши („Параша Сибирячка“) показалась нам звездой наших будущих прекрасных надежд.»

По свидетельству современников, особенно хороша она была в роли Параши: эту роль Розанова выполняла с резким выражением и очень трогательно и великолепно произносила монолог: «Великий Боже! что я узнала, что я услышала!». Также ей очень удалась роль Франчески в «Алхимике». 
Сообщая в 1848 году в «Репертуаре и пантеоне» о Таганрогском театре, корреспондент писал о Розановой, что она могла бы быть украшением каждой провинциальной сцены, что игра ее очень одушевлена, и т. д. Объездив в течение двадцати лет почти все большие провинциальные города она везде снискала симпатии публики и критиков.
В конце 1850-х годов Ольга Петровна Розанова заболела и вынуждена была оставить сцену; о её дальнейшей судьбе сведений пока не найдено.